# Echinopleura aculeata
Echinopleura aculeata är en kräftdjursart som först beskrevs av Georg Ossian Sars 1864.  Echinopleura aculeata ingår i släktet Echinopleura och familjen Desmosomatidae. Arten är reproducerande i Sverige. Inga underarter finns listade i Catalogue of Life.